# Долинка (Карагандинская область)
До́линка (каз. Долинка, ранее — Коныртобе́ (рус. дореф. Конуръ-тюбе), До́линский (рус. дореф. Долинскій), До́линское, Гнаденфе́льд (нем. Gnadenfeld), Гнаденре́йх (нем. Gnadenreich)) — посёлок в Карагандинской области Казахстана, входит в состав Шахтинской городской администрации. Образует административно-территориальную единицу 3-го уровня «Посёлок Долинка» будучи единственным населённым пунктом в его составе.

## География
Населённый пункт расположен в юго-восточной части территории городского акимата, в долине реки Шерубайнура в непосредственной близости к административному центру городской администрации городу Шахтинску, в 39 километрах (по автодороге) к юго-западу от областного центра города Караганда. Ближайшая железнодорожная станция Караганда-Пассажирская — 40 километрах к северо-востоку. Соседние населённые пункты: посёлок Новодолинский к северо-востоку, село Жартас к югу, город Шахтинск к северо-западу. Транспортное сообщение осуществляется по автомобильными дорогами областного значения КМ-1 «Караганда-Шахтинск—Есенгельды—Кайнар-Нура км 0-255» и КМ-2 «Абай—Карабас—Жартас—Долинка км 0-38». Абсолютная высота центра населённого пункта — 491 метров над уровнем моря.

## История
Согласно энциклопедическому словарю Немцы России населённый пункт был основан в 1903 году немецкими переселенцами из Поволжья на земельном участке Коныртобе (каз. Қоңыртөбе, рус. дореф. Конуръ-тюбе) Акмолинского уезда. По другим данным, посёлок был основан в 1909 году. Журнальным постановлением общего присутствия Акмолинского областного правления за 23 февраля 1909 года на участке было введено самостоятельное сельское управление, с октября 1910 года — центр Долинской волости. На карте 1905 года за переселенческом участком фигурирует 55-я нумерация, на 1911 год — 82. Карта Акмолинской области 1914 года картографического издания А. Яковенко фигурирует территорию села как переселенческий участок, на котором проводились гидротехнические изыскания под орошение. По состоянию на январь 1915 года в Долинском имелось 818 жителей мужского и 813 женского полов при 244 дворах, на октябрь 1915 года — за селом числилось 15 303 десятин земли на 841 долевых душ. В административно-приходской системе село относилось к лютеранскому приходу города Акмолинск.
Немецкое население называло территорию поселения Гнаденфельд (нем. Gnadenfeld) — с пер. «милостивая, благосклонная к людям долина, поле», которое впоследствии отразилось на официальном названии села. Параллельно присутствовало другое название —  Гнаденрейх (нем. Gnadenreich), которое согласно энциклопедическому словарю Немцы России было образовано от названии двух материнских колонии первопоселенцев: Гнадентау и Франкрейх. В Долинском функционировали паровые мельницы Г. Кербера и М. Боргарда, маслобойка Г. Рейха, четырехлетняя школа у дома пастора Элленберга, проводились ежегодные ярмарки.
После установления советской власти на территории нынешней Карагандинской области к 1920 году, 25 апреля 1921 года была образована Акмолинская губерния. 26 января 1923 года согласно утверждением ЦИК КазАССР 19 апреля 1923 года о разукрупнении волостей, Покорная волость совместно с Асхатовской, Больше-Михайловской, Долинской, Просторной и Ростовской волостями вошла в состав Промышленной волости:29—30. 17 января 1928 года с введением окружного деления, территория Промышленной волости совместно с частью Объединенной волости образовала Промышленный район в составе Акмолинского округа:183—184. В декабре 1930 года на основании постановления ВЦИК от 23 июля 1930 года ликвидируется окружное деление, и в ходе дальнейшего укрупнения районов, Долинка вошла в состав Карагандинского района:183—184. С февраля 1932 года — в составе Карагандинской области:230—231.
Согласно результатам Всесоюзной переписи населения 1926 года в Промышленной волости проживало 3862 немцев (1931 мужчин и 1931 женщин соответственно) или 17,57 % населения волости (21 981 чел.):126. При этом в пределах волости 2278 чел. (10,36 %) в качестве родного языка выбрали немецкий язык:134. В начале 1930 года под руководством наркома А. А. Андреева и ОГПУ с целью освоения Центрального Казахстана организован крупный совхоз «Гигант», на базе которого в 1931 году был создан Карагандинский отдельный исправительно-трудовой лагерь. В связи с организацией в Долинке деятельности лагеря, часть жителей села основали отдельный населённый пункт Новодолинский к северо-востоку. 27 июля 1959 Карагандинский исправительно-трудовой лагерь был закрыт.

## Достопримечательности
Недалеко от Долинки находится мемориальный комплекс «Мамочкино кладбище», где в 1930—1940-х годах были захоронены дети и их матери — узницы Карлага. Места захоронений находятся в нескольких километрах от здания бывшего управления Карлага. На территории мемориального комплекса «Мамочкино кладбище» открыт памятник украинцам, погибшим в лагерях Карлага. Памятник был открыт 21 сентября 2005 года и увековечивает память репрессированных украинцев, среди которых находился священник Алексей Зарицкий, который 27 июня 2001 года во время визита папы Иоанна Павла II был беатифицирован (причислен к лику блаженных) в числе 28 украинских грекокатоликов. Алексей Зарицкий умер в Долинке в 1963 году, позже его прах перевезли на Украину. Монумент установлен по инициативе представителей Украинской грекокатолической Церкви на территории, где когда-то располагался исправительно-трудовой лагерь Карлаг (ныне Музей Карлага) и традиционном месте, на котором общественные организации и религиозные конфессии устанавливают памятные знаки. Официально кладбище закрыли в начале 1960-х годов и только в 2003 году ему присвоили статус мемориального комплекса.

## Население
| Численность населения | Численность населения | Численность населения | Численность населения | Численность населения |
| 1915                  | 1989                  | 1999                  | 2009                  | 2021                  |
| --------------------- | --------------------- | --------------------- | --------------------- | --------------------- |
| 1631                  | ↗5990                 | ↗6390                 | ↘5350                 | ↗6304                 |